# John Astley (Ritter)

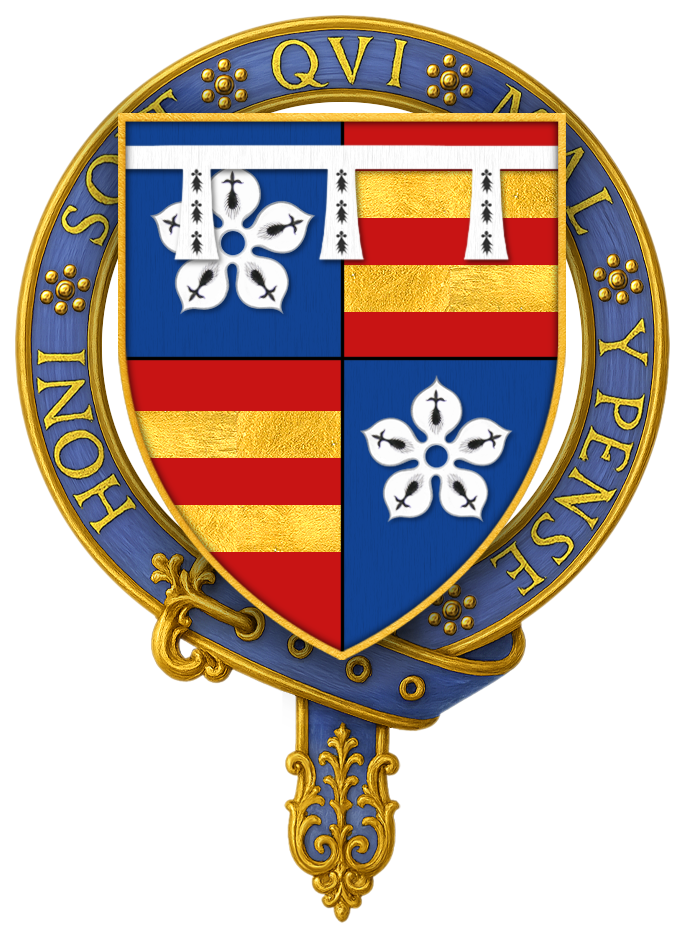
Wappen des Sir John Astley, KG

Sir John Astley, KG († 1486), war ein englischer Ritter.

## Leben
Sir John war der Sohn von Sir Thomas Astley und Elizabeth, Tochter des Sir Richard Harcourt. Er war ein Neffe des William Astley, 4. Baron Astley.
Von seinem Vater erbte er das Gut Nailstone in Leicestershire. Er begann seine Karriere im Hundertjährigen Krieg und kämpfte 1429 in Orléans, 1430 in Gisors und 1451 in Bayonne.
Sir John war ein erfolgreicher Kämpfer bei Turnieren und schlug in Paris 1438 Pierre de Masse.
Er durchbohrte den Kopf seines Kontrahenten mit der Lanze und präsentierte den Helm als Trophäe seiner Turnierdame. In Smithfield 1442 siegte Sir John über Philip de Boyle von Aragon und war 1467 der Berater von Anthony Woodville, 2. Earl Rivers bei dessen Turnierkampf gegen Anton Bastard von Burgund.
Während der Rosenkriege kämpfte John Astley für das Haus York 1461 bei den Schlachten von Mortimer’s Cross und Towton. Sir John wurde nach Towton als Knight Companion in den Hosenbandorden aufgenommen.
Er begleitete König Eduard IV. 1462 auf einem Feldzug im Norden des Landes und wurde 1463 zum Gouverneur von Bamburgh Castle und Alnwick Castle ernannt. Sir Ralph Grey, ein Mitstreiter, fühlte sich durch diese Beförderung übergangen, wechselte die Seiten und übergab Alnwick Castle im März 1463 an die Lancastertruppen (Haus Lancaster). Sir John wurde gefangen genommen und nach Frankreich gebracht.
Erst 1467 wurde er, nach Zahlungen von je 500 Mark 1464 und 1466, wieder freigelassen und zeitgleich zum Kings Constable ernannt.
1475 nahm Sir John am Frankreichfeldzug Eduards teil und wurde im gleichen Jahr mit der Mission, marodierende Piraten zu bekämpfen, betraut.
Bei der Beisetzung Eduards IV. im April 1483 war Sir John einer der Träger des Baldachins.
Sir John Astley starb 1486.